# العمود ذو الأربعة نقائش
العمود ذو الاربعة نقائش (سليانة) هو معلم أثري تونسي مصنف من قبل المعهد الوطني للتراث يقع في ولاية سليانة في الشمال الغربي التونسي، تحديدا في مدينة سليانة تم تصنيف المعلم في يوم 7 ديسمبر 1892.

## مقالات ذات صلة
- قائمة المعالم الأثرية المصنفة في تونس